# Mamoa 2 do Leandro
A Mamoa do Leandro 2 é uma mamoa do período Neo-Calcolítico situada no lugar de Taím, na freguesia de Silva Escura, no Município da Maia, no Distrito do Porto.
Identificada como CNS 21579 com o número 3, encontra-se a 100 metros de altitude.
Corresponde a um dólmen de câmara eventualmente poligonal, com corredor longo, cujo montículo artificial, em terra compactada de cerca de 23 metros de diâmetro por 2 metros de altura, foi rodeado por dois anéis líticos de contenção.
Apesar da área em frente à câmara não ter sido muito escavada, o facto de um dos anéis terminar na entrada do corredor e o outro bifurcar parecendo definir uma área alargada, indicia que ali poderia ter existido um átrio.
A câmara e o corredor estão profundamente remexidos mas ainda foi possível recolher alguns artefactos resultantes dos ritos praticados no seu interior. Entre eles destacam-se os micrólitos, as pontas de seta, as contas de colar e os fragmentos de recipientes cerâmicos, a indiciar o carácter simbólico destes objetos e presumivelmente, da matéria-prima com que são realizados, no seio das práticas funerárias do Neolítico.
Foi identificada em 2005, durante os trabalhos de prospecção realizados para a Carta Arqueológica do Município da Maia e intervencionado parcialmente no âmbito do alargamento da autoestrada A3, Porto – Braga. A datação por luminescência do paleossolo, onde foram detectados fragmentos cerâmicos e dois moinhos moventes em granito, revela uma ocupação prévia à construção do monumento na transição do 6º para o 5º milénio antes de Cristo.